# Amy Van Nostrand
Amy Van Nostrand (* 11. April 1953 in Providence, Rhode Island) ist eine US-amerikanische Schauspielerin.

## Leben und Leistungen
Van Nostrand schloss ein Studium an der Brown University ab. Sie trat in zahlreichen Theaterstücken, darunter am Guthrie Theater, auf. Ihre erste Filmrolle spielte sie an der Seite von William Atherton und Geraldine Chaplin im Fernsehdrama The House of Mirth aus dem Jahr 1981.
Im Jahr 1982 heiratete Van Nostrand den Schauspieler Timothy Daly, mit dem sie zwei Kinder hat und von dem sie sich 2010 scheiden ließ. Im Thriller Ruby Cairo (1993) spielte sie an der Seite von Andie MacDowell eine der größeren Rollen. Im gleichen Jahr spielte sie eine größere Rolle im Fernsehdrama Tödliche Fluten – Rettet unsere Kinder. Im Fernsehdrama Dangerous Heart – Eine Affäre mit dem Tod (1994) trat sie an der Seite ihres Ehemanns auf; neben ihrem Mann und neben Peter Coyote spielte sie im Fernsehdrama Execution of Justice (1999). Im Kriminalfilm Der Tod kommt nie allein (2000) spielte sie eine größere Rolle neben Rutger Hauer und Paulina Porizkova.
Van Nostrand mitproduzierte die Komödie 7 Girlfriends (1999), in der ihr Mann eine der Hauptrollen spielte. Im für das Fernsehen produzierten Abenteuerfilm Erdrutsch – Wenn die Welt versinkt (2004) übernahm sie eine größere Rolle an der Seite von Vincent Spano. Van Nostrand ist Mitglied des Verwaltungsrats von Weston Playhouse Theatre Co.

## Filmografie (Auswahl)
- 1981: The House of Mirth
- 1984–1987: Cagney & Lacey
- 1987: Made in Heaven
- 1987: L.A. Law – Staranwälte, Tricks, Prozesse (L.A. Law)
- 1993: Ruby Cairo
- 1993: Tödliche Fluten – Rettet unsere Kinder (The Flood: Who Will Save Our Children?)
- 1994: Dangerous Heart – Eine Affäre mit dem Tod (Dangerous Heart)
- 1997: Practice – Die Anwälte (The Practice)
- 1998: Frasier
- 1999: Outside Providence
- 1999: Execution of Justice
- 2000: Der Tod kommt nie allein (Partners in Crime)
- 2001: Auf der Flucht – Die Jagd geht weiter (The Fugitive)
- 2004: Erdrutsch – Wenn die Welt versinkt (Landslide)
- 2004: Bereft
- 2006: Law & Order
- 2006: Wen die Geister lieben (Ghost Town)
- 2016: Year by the Sea
- 2016: Glimpse